# Reaktivnost (hemija)
U hemiji, reaktivnost je impuls kojim hemijska supstanca prolazi kroz hemijsku reakciju, bilo sama ili sa drugim materijalima, sa ukupnim oslobađanjem energije.
Reaktivnost se odnosi na:
- hemijske reakcije jedne supstance,
- hemijske reakcije dve ili više supstanci koje međusobno deluju,
- sistematsko proučavanje skupova reakcija ova dve tipa,
- metodologija koja se primenjuje na proučavanje reaktivnosti hemikalija svih vrsta,
- eksperimentalne metode koje se koriste za posmatranje ovih procesa, i
- teorije za predviđanje i objašnjenje ovih procesa.

Hemijska reaktivnost jedne supstance (reaktanta) pokriva njeno ponašanje u kojem se ona:
- raspada,
- formira nove supstance dodavanjem atoma iz drugog reaktanata ili reaktanata, i
- stupa u interakciju sa dva ili više drugih reaktanata i formira dva ili više proizvoda.

Hemijska reaktivnost supstance može se odnositi na različite okolnosti (uslove koji uključuju temperaturu, pritisak, prisustvo katalizatora) u kojima ona reaguje, kao što su:
- razne supstance sa kojima reaguje,
- tačka ravnoteže reakcije (tj. stepen do kojeg se reakcija odvija), i
- brzina reakcije.

Termin reaktivnost je vezan za koncepte hemijske stabilnosti i hemijske kompatibilnosti.

## Uzroci reaktivnosti
Drugo značenje reaktivnosti (tj. da li supstanca reaguje ili ne) može se racionalizovati na atomskom i molekularnom nivou korišćenjem starije i jednostavnije teorije valentne veze, kao i teorije atomske i molekularne orbitale. Termodinamički, hemijska reakcija se dešava zato što proizvodi (uzeti kao grupa) imaju nižu slobodnu energiju od reaktanata; stanje niže energije se naziva „stabilnije stanje“. Kvantna hemija pruža najdublje i najtačnije razumevanje razloga za ovo. Generalno, elektroni postoje u orbitalama koje su rezultat rešavanja Šredingerove jednačine za specifične situacije.
Kad je sve ostalo ekvivalentno (vrednosti kvantnih brojeva n i ml), red stabilnosti elektrona u sistemu od najmanjeg do najvećeg nije uparen ni sa jednim drugim elektrona na sličnim orbitalama, neuparen je sa svim degenerisanim orbitalama koje su polupopunjene, i najstabilniji je popunjeni skup orbitala. Da bi se postigao jedan od ovih redova stabilnosti, atom reaguje sa drugim atomom da bi se oba stabilizovala. Na primer, usamljeni atom vodonika ima jedan elektron na svojoj 1s orbitali. On postaje značajno stabilniji (čak 100 kilokalorija po molu, ili 420 kilodžula po molu) kada reaguje i formira H2.
Iz istog razloga ugljenik skoro uvek formira četiri veze. Njegova valentna konfiguracija osnovnog stanja je 2s2 2p2, dopola popunjena. Međutim, energija aktivacije koja prelazi sa polu-popunjenih na potpuno popunjene p orbitale je zanemarljiva, i kao takve, ugljenik ih formira skoro trenutno. Pri tome, proces oslobađa značajnu količinu energije (egzoterman je). Ova konfiguracija četiri jednake veze se naziva sp3 hibridizacija.
Gornja tri paragrafa racionalizuju, iako veoma uopšteno, reakcije nekih uobičajenih tipova, posebno atoma. Jedan pristup za generalizaciju gore navedenog je model aktivacionog deformiteta hemijske reaktivnosti koji obezbeđuje uzročnu vezu između krutosti reaktanata i njihove elektronske strukture, kao i visine reakcione barijere.
Brzina bilo koje date reakcije:
{\displaystyle {\ce {Reaktanti -> Proizvodi}}}
je regulisana zakonom brzine:
{\displaystyle {\text{Brzina}}=k\cdot [{\ce {A}}]}
gde je brzina promena molarne koncentracije u jednoj sekundi u koraku koji određuje brzinu reakcije (najsporiji korak), [A] je proizvod molarne koncentracije svih reaktanata stepenovanih odgovarajućim redom (poznatim kao red reakcije), a k je reakciona konstanta, koja je konstantna za jedan dati skup okolnosti (generalno temperatura i pritisak) i nezavisna od koncentracije. Reaktivnost jedinjenja je direktno proporcionalna i vrednosti k i brzini. Na primer, ako je
{\displaystyle {\ce {A + B -> C + D}}},
onda je
{\displaystyle {\text{Rate}}=k\cdot [{\ce {A}}]^{n}\cdot [{\ce {B}}]^{m}}
gde je n red reakcije za A, m je red reakcije za B, n + m je reakcioni red pune reakcije, a k je reakciona konstanta.